# كارلوس ألهينهو
كارلوس ألكسندر فورتيس ألهينهو (بالبرتغالية: Carlos Alexandre Fortes Alhinho) الشهير باسم كارلوس ألهينهو (مواليد 10 يناير 1949 في ساو فيسينتي، الرأس الأخضر - وفيات 31 مايو 2008 في بنغيلا، أنغولا) لاعب كرة قدم محترف برتغالي معتزل كان يجيد اللعب في مركز قلب الدفاع ثم تحول إلى مهنة التدريب.
هو أحد قلائل اللاعبين في جيله الذين لعبوا للأندية الثلاثة الكبيرة في البرتغال وهي سبورتينغ لشبونة وبنفيكا وبورتو. على مدى 15 موسم لعب في الدوري البرتغالي 337 مباراة مسجلا 17 هدف.
حتى وفاته في عام 2008 عمل مدربا لأكثر من 20 عامًا في العديد من البلدان.

## السيرة الرياضية
ولد في ساو فيسينتي، الرأس الأخضر ثم انتقل إلى البرتغال بعد وقت قصير. لعب لأول مرة مع أكاديميكا كويمبرا في موسم 1968-1969 حيث شارك في 14 مباراة وساهم في احتلاله المركز السادس في دوري الدرجة الأولى.
بعد ثلاث مواسم أخرى في قلمرية وقع لصالح سبورتينغ لشبونة وفاز بأول بطولة دوري له في موسم 1973-1974 وشارك في جميع مباريات موسمين من أصل ثلاث مواسم. في عام 1975 انتقل إلى ريال بيتيس الذي ينافس في الدوري الإسباني ولكنه لم يستقر وعاد إلى بلاده بعد عدة شهور وانضم إلى بورتو.
في السنوات الخمس التالية انضم إلى بنفيكا وحقق بطولة دوري أخرى في موسم 1976-1977. كما لعب في بلجيكا مع مولينبيك ثم عاد إلى بنفيكا بعد موسم واحد ثم أعير إلى نيو إنغلاند تي مين الذي ينافس في الدوري الأميركي الشمالي.
عندما بلغ من العمر 33 سنة غادر بنفيكا ولعب لمدة ثلاث سنوات في دوري الدرجة الأولى مع فريقي بورتيمونينسي وفارنزي دون أن يعاني من الصراع على الهبوط ثم اعتزل لعب كرة القدم. بدأ على الفور التدريب بتولى مهمة تدريب لوزيتانو. في خلال 22 سنة تولى تدريب عدة أندية في البرتغال (فريقان في دوري الدرجة الأولى) والمغرب وأنغولا وقطر والبحرين والمملكة العربية السعودية.

## منتخب البرتغال
مثل ألهينهو منتخب البرتغال دوليا في 15 مباراة دولية على مدى تسع سنوات. شارك في أول مباراة دولية في 28 مارس 1973 عندما ساهم في تحقيق نتيجة التعادل 1-1 مع أيرلندا الشمالية ضمن تصفيات كأس العالم لكرة القدم 1974 بينما كانت آخر مباراة دولية في 5 مايو 1982 عندما خسر البرتغال من البرازيل 1-3 وديا.
في ثاني مهمة تدريبية له تولى تدريب منتخب الرأس الأخضر وبعدها بتسع سنوات تولى تدريب منتخب أنغولا على فترتين.

## الوفاة
في 31 مايو 2008 فتح ألهينهو باب المصعد في الطابق السادس من الفندق الذي كان يقيم فيه في بنغيلا وعندما دخلت كان المصعد غير موجود فسقط إلى الطابق الأرضي. على الرغم من تلقيه عناية طبية فورية إلا أنه توفي بعد ذلك بوقت قصير وهو يبلغ من العمر 59.

## الإنجازات

### لاعبا

#### سبورتينغ لشبونة
- الدرجة الأولى (1): 1974
- كأس البرتغال (2): 1973، 1974

#### بنفيكا
- الدرجة الأولى (2): 1977، 1981
- كأس البرتغال (2): 1980، 1981
- كأس السوبر البرتغالي (1): 1980

### مدربا

#### المحرق
- الدرجة الأولى (1): 2006
- كأس ولي العهد (1): 2006
- كأس السوبر البحريني (1): 2006

## روابط خارجية
- كارلوس ألهينهو على موقع قاعدة بيانات كرة القدم.إي يو (الإنجليزية)
- كارلوس ألهينهو على موقع ناشيونال فوتبول تيمز (الإنجليزية)
- كارلوس ألهينهو على موقع عالم كرة القدم.نت (الإنجليزية)